# 哈利-霍爾巴特基
49°12′53″N 34°14′37″E / 49.21472°N 34.24361°E
哈利-霍爾巴特基（羅馬化：Hali-Horbatky）是烏克蘭中部的村莊，隸屬波爾塔瓦州的波爾塔瓦區。該村處於沃爾斯克拉河右岸，分別距離比利基2公里和利希尼夫卡1公里，2001年人口96。